# 청류교
청류교(淸流橋)는 조선민주주의인민공화국 평양직할시에 위치한 다리이다. 대동강 위에 세워진 평양직할시의 6개의 다리 가운데 하나이다. 다리 남쪽에는 릉라교가 위치한다.

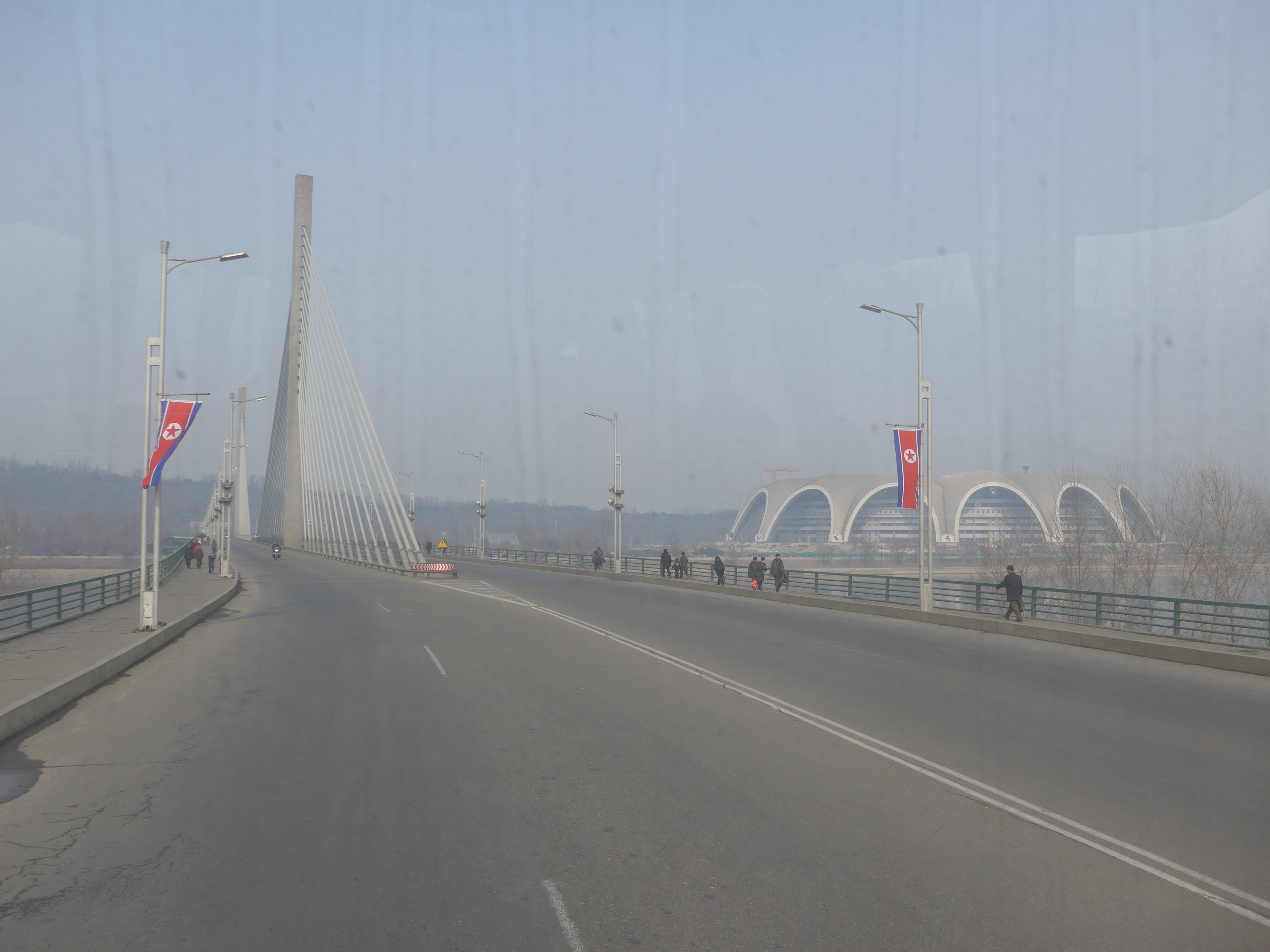
청류교(2014년)

사장교와 홍예교(아치교)가 혼합된 형식의 다리로서 사장교 구간의 길이는 450m, 홍예교 구간의 길이는 650m이다. 사장교 구간은 1989년 12월에 착공하여 1994년 11월에 준공되었고 홍예교 구간은 1994년 11월에 착공하여 1995년 10월에 준공되었다. 홍예교 구간은 청류동굴(청류터널)과 릉라도, 사장교 구간은 릉라도와 청년거리, 문수거리를 연결한다.